# 3-أليل-6-برومو-1-فنيل-5،4،2،1-رباعي هيدرو-3-بنزازيبين-8،7-ديول
3-أليل-6-برومو-1-فنيل-5,4,2,1-رباعي هيدرو-3-بنزازيبين-8,7-ديول (ومختصره 6-Br-APB) هي مادة مصنعة ذات تأثير انتقائي ناهض لمستقبل الدوبامين D1 ومصاوغه المرآتي (R) ذو تأثير ناهض تام، أما المضاوغ المرآتي (S) فهو ناهض جزئي ضعيف.
المصاوغ المرآتي (R) ذو تأثير خافض للشهية يشبه SKF-81,297 وSKF-82,958، كما أن له تأثير منبه يشبه لكن لا يماثل الأمفيتامين.